# Sun Hongyun
Sun Hongyun (孙红云S, Sūn HóngyúnP; 5 marzo 1962) è un'ex schermitrice cinese, vincitrice di una medaglia di bronzo ai campionati mondiali di scherma.